# 张济美 (唐朝)
张济美（?—?），字舜舉，河间（今河北省河间市）人，唐朝政治人物。
张济美是张裼之子，张文蔚之弟，張貽憲之兄。张文蔚在唐末后梁初担任宰相。张济美与张文蔚、张贻宪，相继以进士及第。《北梦琐言》记载张济美少年听说壁鱼食神仙字，身有五色，吞下去可得仙，于是想要试一下，吃下去后致心疾。张济美得心疾，张文蔚抚视将近三十年，被士君子所称道。